# Úlcera del peu diabètic
L'úlcera del peu diabètic és una complicació important de la diabetis mellitus i probablement el component principal del peu diabètic.
La guarició de ferides és un mecanisme d'acció innat que funciona de manera fiable la major part del temps. Una característica clau de la guarició de ferides és la reparació gradual de la matriu extracel·lular (MEC) perduda que forma el component més gran de la capa cutània de la pell. Però en alguns casos, certs trastorns, fisiològics o no, pertorben el procés de guarició de la ferida. La diabetis mellitus és un d'aquests trastorns metabòlics que impedeix els passos normals del procés de guarició de ferides. Molts estudis mostren una fase inflamatòria prolongada a les ferides diabètiques, que provoca un retard en la formació de teixit de granulació madur i una reducció paral·lela de la resistència a la tracció de la ferida.
El tractament de les úlceres del peu diabètic ha d'incloure: control del sucre en sang, eliminació del teixit mort de la ferida, aplicació d'apòsits i eliminació de la pressió de la ferida mitjançant tècniques com ara un guix de contacte total. La cirurgia en alguns casos pot millorar els resultats. L'oxigenoteràpia hiperbàrica també pot ajudar, però és cara.
Es produeix en el 15% de les persones amb diabetis i precedeix al 84% de totes les amputacions de l'extremitat inferior relacionades amb la diabetis.